# Trofeo di calcio Hassan II
Il Trofeo Hassan II (Coupe internationale Hassan II de football), è stato un torneo amichevole di calcio organizzato dalla Federazione calcistica del Marocco che si è svolto a Casablanca. Ci sono stati tre tornei: il primo nel dicembre del 1996, e i restanti due nelle estati del 1998 e del 2000 come riscaldamento per grandi tornei come la Coppa del Mondo FIFA 1998 e l'UEFA Euro 2000.

## Storia
Ufficialmente si sono svolte tre edizioni: nel 1996, 1998 e 2000. Il Marocco ha gareggiato in ognuno dei quattro tornei, insieme a numerose nazionali invitate a loro scelta.
Per la prima edizione nel 1996, hanno cercato di invitare i campioni europei del 1996, la Germania, ma si sono rifiutati di partecipare; quindi hanno invitato al suo posto la seconda classificata, la Rep. Ceca. I quattro partecipanti della prima edizione sono stati la Nigeria, la Rep. Ceca finalista dell'Euro 1996, la Croazia appena indipendente e il Marocco ospitante. Il torneo inaugurale è stato vinto dalla Croazia dopo aver prevalso sulla Repubblica Ceca ai rigori dopo un pareggio per 1-1. Almeno 6 giocatori che hanno giocato nella squadra croata che ha disputato la finale avrebbero poi ottenuto il bronzo nella Coppa del Mondo FIFA 1998 due anni dopo.
Il Belgio, l'Inghilterra, la Francia paese ospitante della Coppa del Mondo e il Marocco paese ospitante del torneo, sono stati i quattro partecipanti alla seconda edizione, vinta dalla Francia dopo aver battuto il Marocco in finale, sempre ai rigori, dopo un pareggio per 2-2. La squadra francese che ha disputato la finale è quella che avrebbe poi vinto la Coppa del Mondo poche settimane dopo.
La Giamaica, il Giappone, la Francia campione del mondo del 1998 e il Marocco ospitante sono stati i quattro partecipanti alla terza edizione, che è stata vinta dalla Francia dopo aver battuto il Marocco in finale per 5-1.
I marocchini intendevano ospitare una quarta edizione della competizione nel maggio del 2002 come riscaldamento per la Coppa del Mondo FIFA 2002, che avrebbe incluso i campioni europei del 2000, ossia la Francia, e il Giappone o la Corea del Sud, ossia i paesi ospitanti della Coppa del Mondo, ma non riuscirono a organizzare il torneo per ragioni sconosciute. Alcune fonti sostengono che ciò fu dovuto a problemi geografici poiché il Marocco e il Giappone/Corea del Sud sono troppo distanti, interferendo così con il programma della squadra (calendari, treni, ecc.) per l'imminente Coppa del Mondo.
I marocchini tentarono poi di ospitare la quarta edizione della competizione nel maggio del 2004, e la RSSSF afferma che si svolse <<probabilmente a maggio>> e che <<le squadre invitate erano forse Argentina, Corea del Sud e Camerun>>, ma non ci sono registrazioni ufficiali del Torneo Internazionale King Hassan II del 2004. Il 28 aprile 2004, il Marocco affrontò l’Argentina allo Stade Mohammed V, ma la partita venne considerata come un’amichevole .

## Albo d'oro
| Vittorie | Nazione | Anno/i     |
| -------- | ------- | ---------- |
| 2        | Francia | 1998, 2000 |
| 1        | Croazia | 1996       |

## Edizioni
| Anno          | Paese Ospitante |                   | Finale            | Finale                  | Finale                  | Finale            | Finale            | Finale                    | Finale per il terzo posto | Finale per il terzo posto | Finale per il terzo posto | Finale per il terzo posto | Finale per il terzo posto | Finale per il terzo posto |                   |
| Anno          | Paese Ospitante | Campione          | Campione          | Risultato               | Risultato               | 2º posto          | 2º posto          | 3º posto                  | 3º posto                  | Risultato                 | Risultato                 | 4º posto                  | 4º posto                  |                           |                   |
| 1996 Dettagli | Marocco         | Croazia           | Croazia           | 1 - 1 (dts) 4 - 1 (dtr) | 1 - 1 (dts) 4 - 1 (dtr) | Rep. Ceca         | Rep. Ceca         | Marocco                   | Marocco                   | 2 - 0                     | 2 - 0                     | Nigeria                   | Nigeria                   |                           |                   |
| Anno          | Paese ospitante | Classifica finale | Classifica finale | Classifica finale       | Classifica finale       | Classifica finale | Classifica finale | Classifica finale         | Classifica finale         | Classifica finale         | Classifica finale         | Classifica finale         | Classifica finale         | Classifica finale         | Classifica finale |
| Anno          | Paese ospitante | Campione          | Campione          | Campione                | 2º posto                | 2º posto          | 2º posto          | 3º posto                  | 3º posto                  | 3º posto                  | 4º posto                  | 4º posto                  | 4º posto                  |                           |                   |
| 1998 Dettagli | Marocco         | Francia           | Francia           | Francia                 | Inghilterra             | Inghilterra       | Inghilterra       | Marocco                   | Marocco                   | Marocco                   | Belgio                    | Belgio                    | Belgio                    |                           |                   |
| Anno          | Paese Ospitante | Finale            | Finale            | Finale                  | Finale                  | Finale            | Finale            | Finale per il terzo posto | Finale per il terzo posto | Finale per il terzo posto | Finale per il terzo posto | Finale per il terzo posto | Finale per il terzo posto |                           |                   |
| Anno          | Paese Ospitante | Campione          | Campione          | Risultato               | Risultato               | 2º posto          | 2º posto          | 3º posto                  | 3º posto                  | Risultato                 | Risultato                 | 4º posto                  | 4º posto                  |                           |                   |
| 2000 Dettagli | Marocco         | Francia           | Francia           | 5 - 1                   | 5 - 1                   | Marocco           | Marocco           | Giappone                  | Giappone                  | 4 - 0                     | 4 - 0                     | Giamaica                  | Giamaica                  |                           |                   |

## Piazzamenti
| Squadra     | 1º | 2º | 3º | 4º |
| Francia     | 2  | 0  | 0  | 0  |
| Croazia     | 1  | 0  | 0  | 0  |
| Marocco     | 0  | 1  | 2  | 0  |
| Inghilterra | 0  | 1  | 0  | 0  |
| Rep. Ceca   | 0  | 1  | 0  | 0  |
| Giappone    | 0  | 0  | 1  | 0  |
| Belgio      | 0  | 0  | 0  | 1  |
| Giamaica    | 0  | 0  | 0  | 1  |
| Nigeria     | 0  | 0  | 0  | 1  |

## Partecipazioni e prestazioni nelle fasi finali
| Nazionale            | 1996 | 1998 | 2000 | Partecip. | Vittorie |
| -------------------- | ---- | ---- | ---- | --------- | -------- |
| Francia              | -    | 1°   | 1°   | 2         | 2        |
| Croazia              | 1°   | -    | -    | 1         | 1        |
| Marocco              | 3°   | 3°   | 2°   | 3         | -        |
| Rep. Ceca            | 2°   | -    | -    | 1         | -        |
| Nigeria              | 4°   | -    | -    | 1         | -        |
| Inghilterra          | -    | 2°   | -    | 1         | -        |
| Belgio               | -    | 4°   | -    | 1         | -        |
| Giappone             | -    | -    | 3°   | 1         | -        |
| Giamaica             | -    | -    | 4°   | 1         | -        |
| Squadre partecipanti | 4    | 4    | 4    | Edizioni  | 3        |

Legenda: 1° = Primo classificato, 2° = Secondo classificato, 3° = Terzo classificato, 4° = Quarto classificato

## Nazioni ospitanti
| Edizioni | Nazione | Anno/i           |
| -------- | ------- | ---------------- |
| 3        | Marocco | 1996, 1998, 2000 |

## Esordienti
| Anno | Paese ospitante | Nazionali esordienti                 |
| 1996 | Marocco         | Croazia, Marocco, Nigeria, Rep. Ceca |
| 1998 | Marocco         | Belgio, Francia, Inghilterra         |
| 2000 | Marocco         | Giamaica, Giappone                   |